# Гавриков Владислав Андрійович
Владислав Андрійович Гавриков (рос. Владислав Андреевич Гавриков; 21 листопада 1995, м. Ярославль, Росія) — російський хокеїст, захисник. Виступає за «Локомотив» (Ярославль) у Континентальній хокейній лізі.
Вихованець хокейної школи «Локомотив» (Ярославль). Виступав за «Локо» (Ярославль), ХК «Рязань».
У чемпіонатах КХЛ — 5 матчів (0+1).
У складі молодіжної збірної Росії учасник чемпіонату світу 2015. У складі юніорської збірної Росії учасник чемпіонату світу 2013.
Досягнення
- Срібний призер молодіжного чемпіонату світу (2015)

Нагороди
- Найкращий захисник молодіжного чемпіонату світу (2015)